# Zone de conservation du paysage de Svartskog
La zone de conservation du paysage de Svartskog  est une réserve naturelle norvégienne qui est située dans le municipalité de Nordre Follo, dans la zone forestière de Sørmarka, dans le comté d'Akershus.

## Description
La réserve naturelle de 1,92 km2 est située entre le fjord de Bunne et le lac Gjersjøen, à l'est du village de Svartskog.
La région est un paysage culturel caractérisé par de vastes zones de terre arable et de petites parcelles cultivées entre des collines boisées avec des arbres à feuilles caduques et une forêt de chênes. La forêt de la région est en grande partie constituée d'anciens pâturages et de jardins, ainsi que de champs en jachère. Un sol calcaire et un climat favorable sont à la base d'une grande diversité de plantes. Il y a aussi plusieurs étangs avec de grandes salamandres et de petites salamandres.
En hiver, une piste de ski est préparée par Svartskog IF. Il y a un parking à Solheim le long de la route départementale 126, qui traverse la région.